# Sintea Mică, Arad
Sintea Mică este un sat în comuna Olari din județul Arad, Crișana, România.

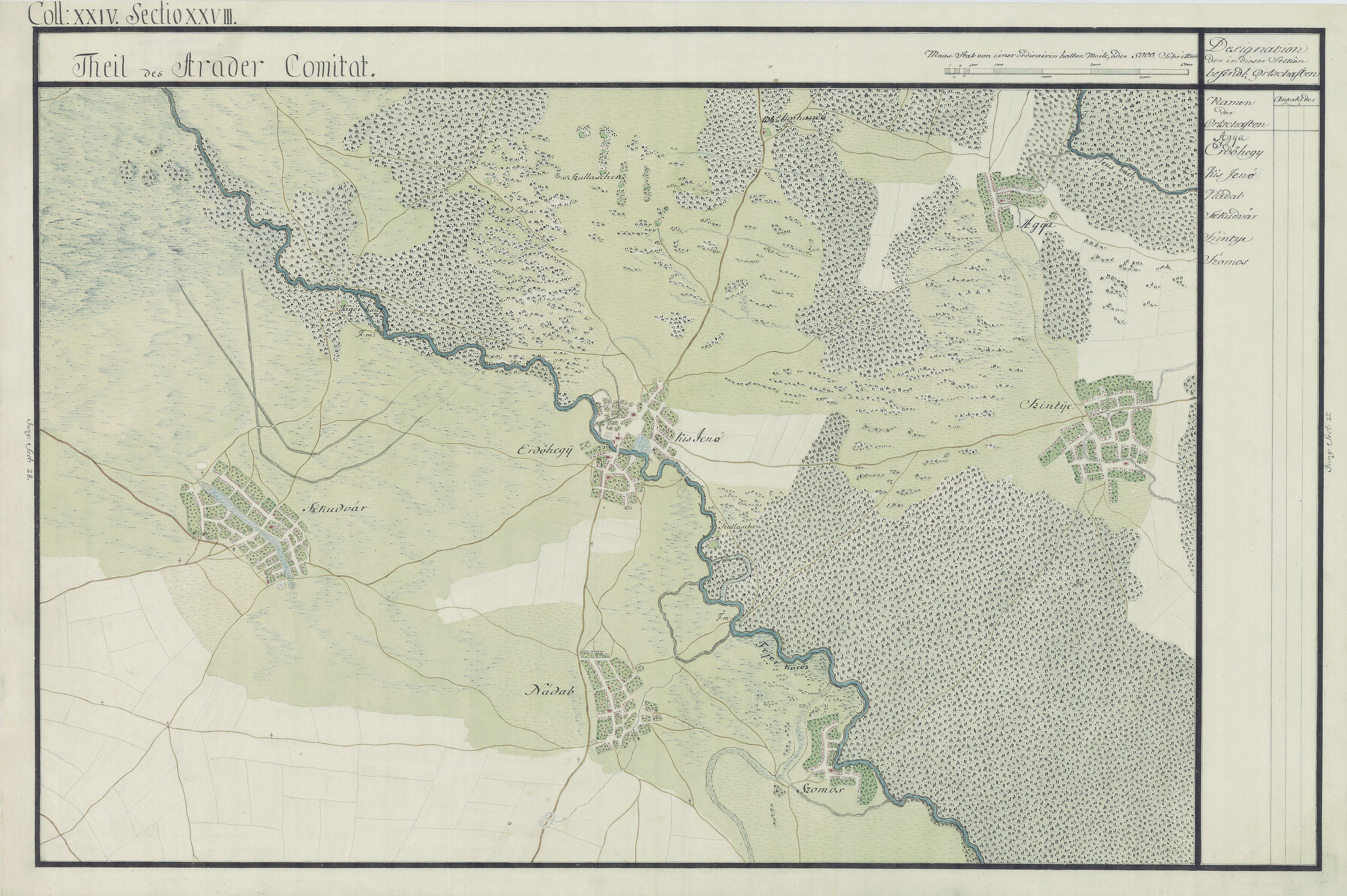
Sintea Mică în Harta Iozefină a Comitatului Arad, 1782-85